# Ахмедова Хосіят
Хосіят Ахмедова (22 лютого 1953, місто Ленінабад, тепер Худжанд, Таджикистан) — радянська діячка, ткаля Ленінабадського шовкового комбінату Таджицької РСР. Член ЦК КПРС у 1990—1991 роках.

## Життєпис
У 1970—1972 роках — студентка Ленінабадського державного педагогічного інституту Таджицької РСР.
У 1974—1975 роках — картонажниця Ленінабадського склотарного заводу Таджицької РСР.
У 1975—1977 роках — приймальниця виробничого об'єднання із індивідуального пошиття і ремонту взуття «Базеб» у місті Ленінабаді.
У 1977—1978 роках — учениця ткалі, з 1978 року — ткаля Ленінабадського шовкового комбінату Таджицької РСР.
Член КПРС з 1987 року.
У 1987 році закінчила Ленінабадський текстильний технікум Таджицької РСР.
Подальша доля невідома.